# Artamus superciliosus
Artamus superciliosus là một loài chim trong họ Artamidae.

## Hình ảnh

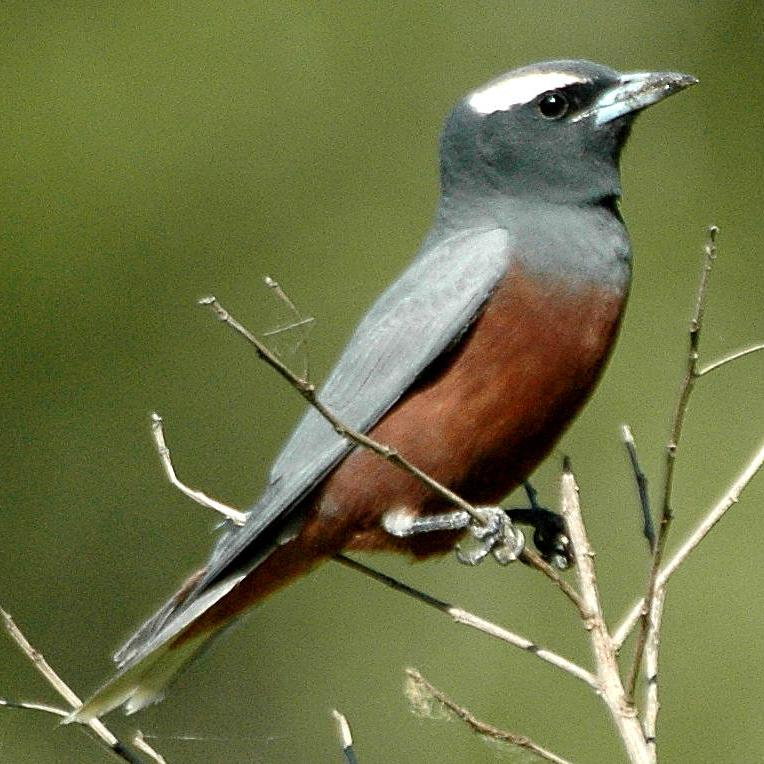